# No (singel Shakiry)
No – drugi singiel kolumbijskiej piosenkarki Shakiry pochodzący z jej albumu Fijación Oral Vol. 1. Wykonuje ona piosenkę wraz z argentyńskim piosenkarzem Gustavo Ceratim.

## Teledysk
Teledysk do piosenki jest utrzymany w czarno-białej kolorystyce. Choć teledysk nie opowiada tematyki utworu, w wielu scenach Shakira jest pokazana jako smutna, podobnie jak charakter piosenki. W teledysku wokalistka znajduje się na opuszczonym dworcu kolejowym, gdzie tka dla siebie skrzydła, by odlecieć stamtąd o własnych siłach.

## Notowania
| Lista (2005)                                         | Peak position |
| ---------------------------------------------------- | ------------- |
| Stany Zjednoczone (Hot Latin Songs)                  | 1             |
| Błąd przy wprowadzaniu danych Billboardlatinpopsongs | 1             |